# Ґолоше (Білобжезький повіт)
Ґолоше (пол. Gołosze) — село в Польщі, у гміні Радзанув Білобжезького повіту Мазовецького воєводства.
У 1975-1998 роках село належало до Радомського воєводства.